# Португалска инквизиция
Португалската инквизиция е католическа институция, отговаряла за прилагането и изпълнението на католическото църковно право и образование и участвала в преследвания на религиозните малцинства.
Заедно с Испанската са 2-те инквизиции, учредени на Пиренейския полустров. Създадена е през 1536 г. по искане на краля на Португалия Жоао III и просъществува до 1821 г. През 1580 г., след съюзяването на Португалия с Испания, Португалската инквизиция достига в Бразилия, най-голямата португалска колония.
Въпреки че официално Португалската инквизиция започва дейността си при управлението на крал Жоао III, то нейната дейност започва от 1492 г. насетне, когато към страната започва масово преселение от Испания на евреи, изгони по инициатива на Торквемада от Фердинанд Арагонски и Изабела Кастилска.
Португалската инквизиция, както и Испанската, е продиктувана и осъществявана от местната власт, а не от Папството, въпреки че основанието за нейното въвеждане е религиозно и формално осъществява дейността си под егидата на папата.